# Jan van Eyck

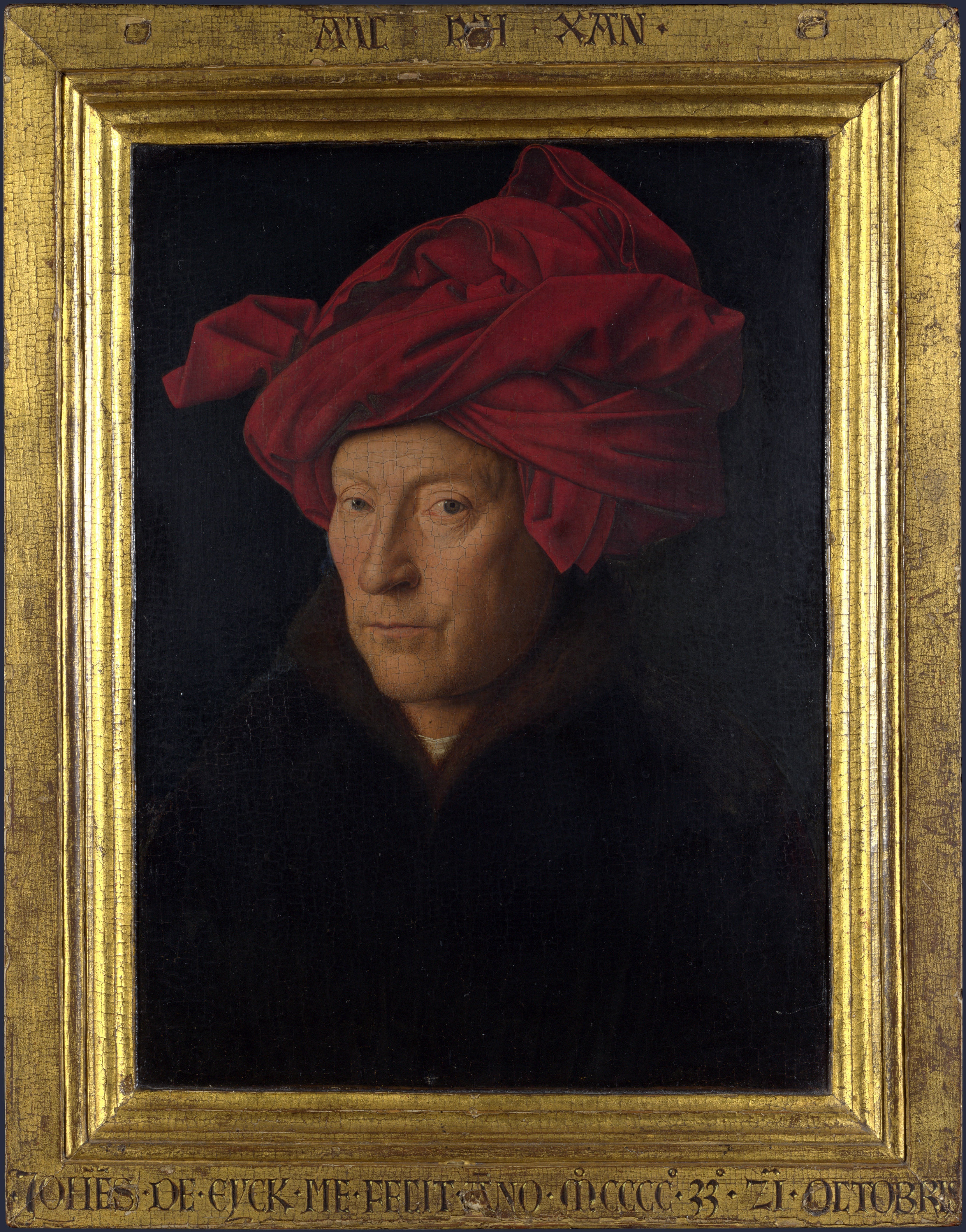
Mann mit rotem Turban (1433; Selbstporträt?), National Gallery London

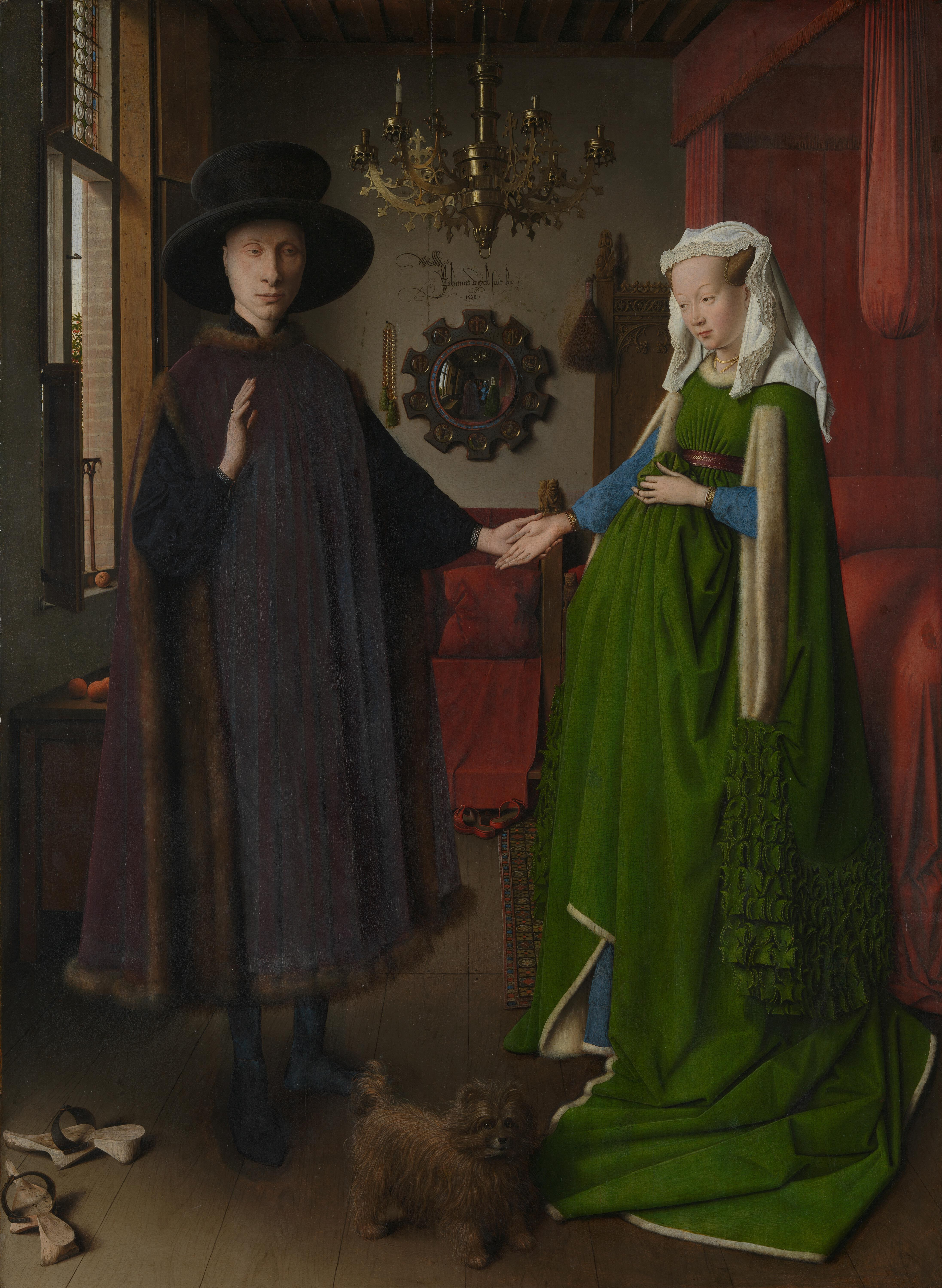
Die Arnolfini-Hochzeit (1434), National Gallery London

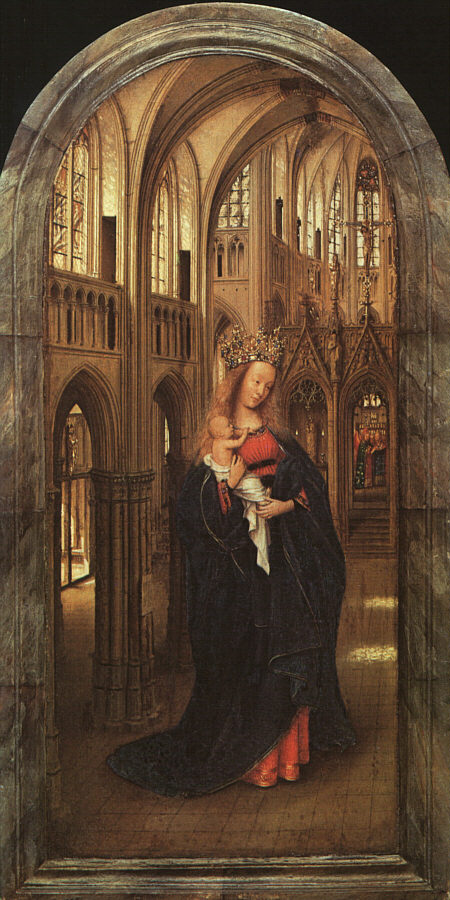
Madonna in der Kirche (1426), Gemäldegalerie Berlin

Jan van Eyck (* um 1390 in Maaseik; † 1441 in Brügge) war ein flämischer Maler des Spätmittelalters und gilt als der Begründer und zugleich der berühmteste Vertreter der altniederländischen Malerei. Er leitete die neue naturalistische Kunstepoche nördlich der Alpen ein. Wegen seiner vollendeten Maltechnik und seines Sinns für eine wirklichkeitsgetreue Darstellung wurde er von vielen Autoren sogar als „König unter den Malern“ bezeichnet.

## Leben
Der Künstler wurde um 1390 in Maaseik, einer Kleinstadt 25 km nördlich von Maastricht, geboren. Seine Jugend liegt trotz intensiver Forschungsarbeit im Dunkeln. Zwar wird die Quellenlage ab 1422 besser, doch über seine Werke bleibt das Wissen lückenhaft. Hier kommt erschwerend hinzu, dass ein großer Teil seiner Arbeit nicht mehr erhalten ist. Bei wem van Eyck in die Lehre ging, ist unbekannt. Seine frühen Werke fertigte er im Stile eines Buchmalers (Illuminator). Erstmals urkundlich erwähnt wurde er 1422, wobei er in den Dienst Herzog Johanns von Bayern, des Grafen von Holland, trat. Seine Stellung war die eines Kammerdieners (französisch valet de chambre), und er betätigte sich fortan als Hofmaler für die Ausmalung des Binnenhofes der Residenz zu Den Haag.
Nach dem Tod des Herzogs 1425 fand van Eyck Anstellung bei Philipp dem Guten. Sein Ruf als Maler hatte ihn an den damals prächtigsten Hof Europas, nämlich nach Lille, gebracht, denn er war auf Grund seiner Fähigkeiten, „von denen der Herzog durch in seinen Diensten stehende Personen gehört hatte und die auch er in der Person des Jan van Eyck erkannte“, eingestellt worden. Sein Vertrag war auf ein Jahr begrenzt, doch führte die Verlängerungsklausel dazu, dass van Eyck viele Jahre am Hofe Philipps III. blieb. Sein Aufgabenbereich beschränkte sich nicht nur auf das Malen von Porträts und das Dekorieren fürstlicher Residenzen, sondern er war auch für die Entwürfe vornehmer höfischer Kleidung, Schmuck für festliche Zeremonien oder für die Ausrichtung von Turnieren und anderen Festivitäten zuständig. Weitere Aufgaben waren das Bemalen von Schildern, Bannern und Fassen von Statuen.
Neben der Malerei erfüllte Jan van Eyck auch diplomatische Aufträge. Philipp schickte ihn innerhalb von zehn Jahren auf mehrere Auslandsreisen. Während einer dieser Missionen nahm er am 18. Oktober 1426 in Tournai an einem Fest des heiligen Lukas teil. Man nimmt an, dass er hier die Künstler Robert Campin (?), Rogier van der Weyden und Jacques Daret kennenlernte. 1427 reiste er nach Valencia, danach gehörte er einer Delegation nach Portugal (1428) an, die in Philipps Namen um die Tochter König Johanns I., Isabella, anhielt. Jan van Eyck malte die Infantin, damit sich sein Herr ein Bild seiner zukünftigen Braut machen konnte. Ab 1430 bis zu seinem Tode war er wieder in Brügge tätig.
Zweifellos sein Hauptwerk aber ist der Genter Altar von ca. 1435, den er mit seinem vermeintlichen Bruder Hubert van Eyck begonnen haben soll. Dieses Polyptychon ist ein Meisterwerk der Feinmalerei und das größte bekannte Werk der altniederländischen Malerei. Ab dieser Zeit arbeitete er auch für private Auftraggeber. Für den Kanzler Nicolas Rolin malte er eine Madonna mit dem betenden Stifter des Bildes als ihr Gegenüber, dargestellt im Stile einer ‚stillen Andacht‘. Für die Stadt Brügge schuf er sechs vergoldete Statuen, die für die Fassade des Rathauses gedacht waren. Im Jahr 1433 heiratete er Margarete und erwarb ein Haus im Hof- und Botschaftsviertel Brügges. Philipp der Gute erwies dem Künstler seinen Respekt, indem er für eines der beiden Kinder van Eycks eine Patenschaft übernahm. Nach sechzehnjähriger Tätigkeit im Dienst des Herzogs starb van Eyck 1441 in Brügge, wo er am 9. Juli in der Kirche Sint-Donaas beigesetzt wurde.

## Geschichte zum Genter Altar

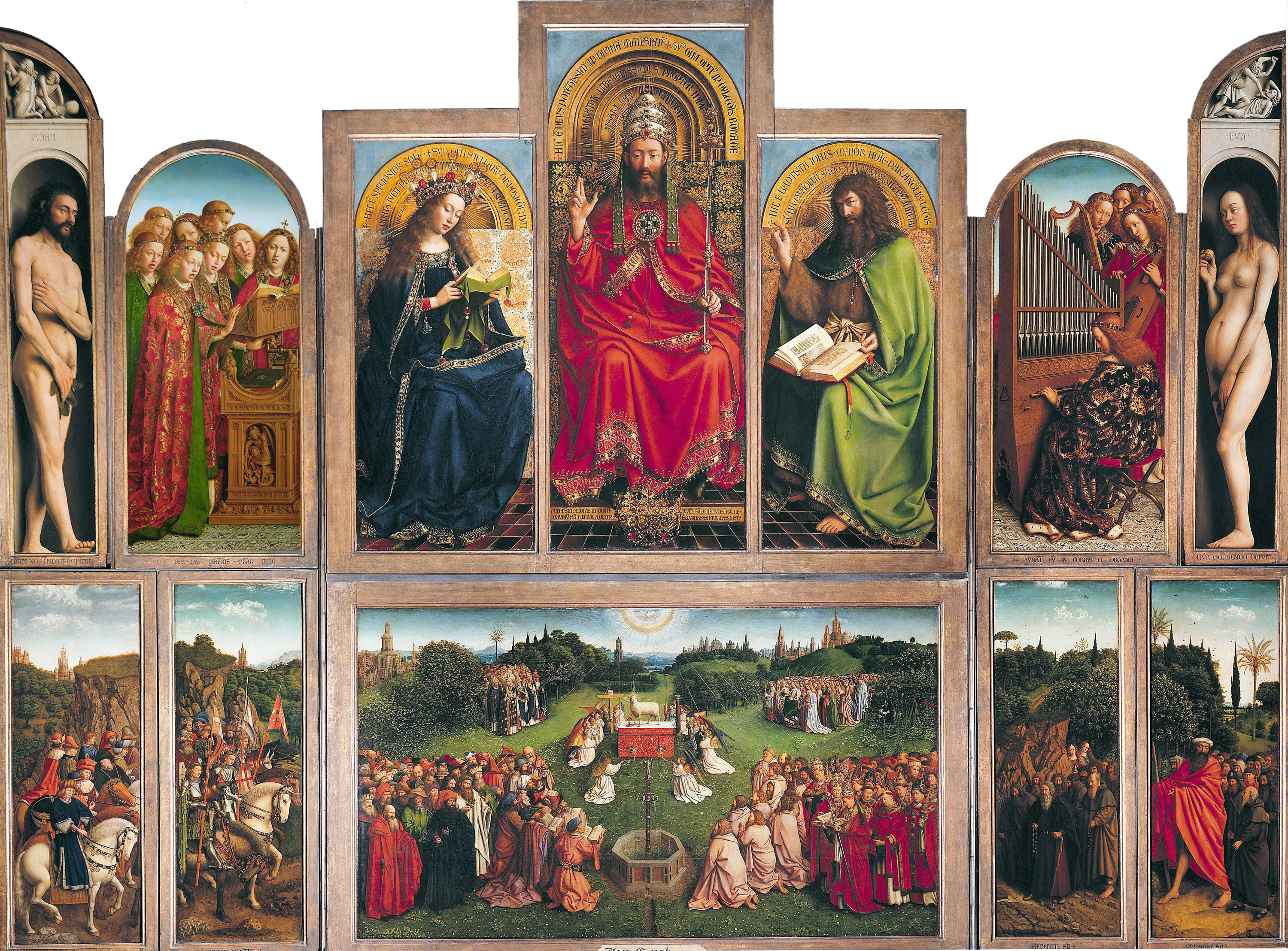
Genter Altar, Domkirche Sankt Bavo, Gent

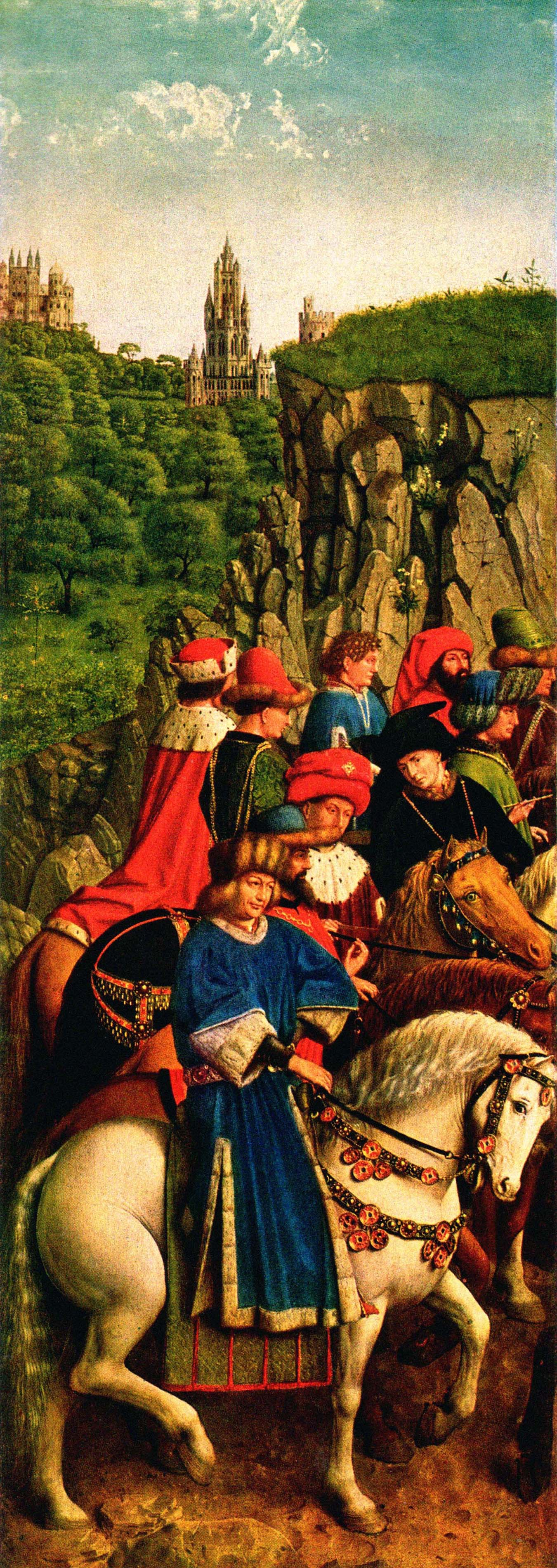
Genter Altar: 1934 wurden die Tafeln mit den Gerechten Richtern und Johannes dem Täufer gestohlen. Letztere wurde zurückgegeben. Für die ungleich wertvolleren Gerechten Richter wurde jedoch, wahrscheinlich von Arseen Goedertier, ein Lösegeld von einer Million belgische Francs (24 789 €) gefordert. Da die Summe nicht gezahlt wurde, erfolgte keine Rückgabe. Das Bild ist nach wie vor verschollen.

Sein bekanntestes Werk ist der monumentale Genter Altar.
Eine Inschrift, die Hubert van Eyck als den Schöpfer und größten Maler bezeichnet, Jan van Eyck dagegen den Zweiten in der Kunst nennt, der das Werk vollendet habe, befindet sich auf der Rahmung des Genter Altars.
Transkription:
P(ic)tor Hubertus eeyck ♦ maıor quo nemo repertus
Incepıt ♦ pondus ♦ q(ue) Johannes arte secundus
(Frater per)fecıt ♦ Judocı Vıȷd prece fecıt
Versu sexta Maı ♦ vos collocat acta tuerı 
Übersetzung:
Der Maler Hubert Eyck, der größte, der sich je fand, hat dieses Werk begonnen, und sein Bruder Johannes, in der Kunst der Zweite, hat die schwere Aufgabe vollendet, der Bitte des Joos Vijd folgend. Mit diesem Gedicht gestattet er euch, am 6. Mai das Vollbrachte anzuschauen.
Seit Generationen haben verschiedene Kunsthistoriker diese Zeilen als zeitgenössisch ausgelegt, bis eine Röntgenuntersuchung im Jahr 1950 nahelegte, sie als nachträglich aufgebracht zu betrachten. Als Albrecht Dürer den Altar im April 1521 besuchte, hielt er fest: „Am mittwoch frühe fuhrten sie mich auf S. Johannes thurn; do über sahe ich die groß wunderbarlich statt, darin ich gleich vor groß ansehen ward. Darnach sahe ich des Johannes taffel; das ist ein über köstlich, hoch verständig gemähl, und sonderlich die Eva, Maria und Gott der vatter sind fast gut.“ Eine Inschrift erwähnte er nicht. Auch in der ersten gesicherten Quelle aus dem Jahr 1496, in der von dem Altar die Rede ist, hatte der Verfasser Hieronymus Münzer ebenfalls nichts von Hubert berichtet.
Volker Herzner stellte 1995 in seiner Studie zum Genter Altar die These auf, dass Jan van Eyck der alleinige Schöpfer des Altars sei, was van Asperen de Boer 1979 durch Röntgenreflektogramme der Unterzeichnung bestätigt sah. Aufgrund neuerer Erkenntnisse im Zuge der von 2012 bis 2019 dauernden Restaurierung wurde im Gegensatz dazu von einigen Kunstwissenschaftlern der Standpunkt vertreten, es gebe keinen Anlass, die Authentizität der auf der Erstfassung der Rahmen angebrachten Inschrift und damit die Mitwirkung Hubert van Eycks zu bezweifeln.

## Kunsthistorische Bedeutung
Mit den Werken von Jan van Eyck, Robert Campin und Rogier van der Weyden beginnt eine neue Ära der Malerei, die sich durch minutiös-realistische Detailschilderungen auszeichnet. Da es sich in vielen Fällen um Bilder religiösen Inhalts handelt, in denen Heilige dargestellt werden, bringt die realistische Darstellung „das Heilige ins Haus“ und ermöglicht dem Betrachter eine neue Unmittelbarkeit im Zugang zum Religiösen.
Auch maltechnisch begann mit van Eyck eine neue Ära. Er verwendete neben den traditionellen Tempera- und wässrigen Leimfarben auch häufig Ölfarben. Giorgio Vasari beschrieb Jan van Eyck als den Erfinder der Ölmalerei, was jedoch nicht richtig ist, denn die Ölharzmalerei war auch schon früher bekannt, etwa beim Straßburger Malerbuch (falls diese Handschrift, wie Ernst Berger vermutete, schon um 1400 datierbar ist) und bei den Fassmalern, also bei denjenigen, die Holzbildwerke vergoldeten oder bemalten (etymolog. Bedeutung von 'fassen' = einfassen). Jan van Eyck war vermutlich jedoch der erste Maler, der sikkativierte und gebleichte Öle (für Korrekturen) verwendete, das Potential der Ölmalerei durch seine neue Farbigkeit mit ihrer mannigfaltigen Nuancierung innerhalb der Tafelmalerei aufzeigte und sie in größerem Maße auch angewandt hat. Seine Werke waren von grundlegender Bedeutung für die Überwindung mittelalterlicher Traditionen in der (nord-)europäischen Malerei und sind in vielen größeren Museen zu finden.

## Werke (Auswahl)
„Bildtitel“ sortiert die weltlichen Bildnisse zuoberst, danach die religiösen Themen.
| Bildtitel                                            | Gattung/Form           | Jahr         | Ort (Stadt, Museum)                                            |
| ---------------------------------------------------- | ---------------------- | ------------ | -------------------------------------------------------------- |
| Miniaturen der Hand G im Turin-Mailänder Stundenbuch | Buchmalerei            | um 1420      | Turin, Palazzo Madama, Museo Civico, 467/M                     |
| Genter Altar                                         | bemaltes Flügelretabel | um 1425–1432 | Gent, Kathedrale St. Bavo                                      |
| Bildnis des Baudouin de Lannoy                       | Porträt                | um 1428–1441 | Berlin, Gemäldegalerie, Inv. Nr. 525G                          |
| Bildnis eines Mannes mit blauer Sendelbinde          | Porträt                | um 1430      | Sibiu (Hermannstadt), Brukenthalsche Gemäldesammlung           |
| Die Stigmatisierung des hl. Franziskus               | Tafelbild              | um 1430      | Turin, Galleria Sabauda                                        |
| Die Stigmatisierung des hl. Franziskus               | Tafelbild              | um 1430–1432 | Philadelphia, Philadelphia Museum of Art, Inv. Nr. Cat. 314    |
| Rolin-Madonna                                        | Tafelbild              | um 1430/35   | Paris, Louvre, Inv. Nr. 1271                                   |
| Bildnis des Léal Souvenir                            | Porträt                | 1432         | London, National Gallery, Inv. Nr. NG 290                      |
| Bildnis eines Mannes mit rotem Chaperon              | Porträt                | 1433         | London, National Gallery, Inv. Nr. NG 222                      |
| Mariae Verkündigung                                  | Diptychon              | um 1433–1435 | Madrid, Museo Thyssen-Bornemisza, Inv. Nr. 137.b               |
| Die Arnolfini-Hochzeit                               | Tafelbild              | 1434         | London, National Gallery, Inv. Nr. NG 186                      |
| Verkündigung an Maria                                | Tafelbild              | um 1434–1436 | Washington, National Gallery of Art, Inv. Nr. 1937.1.39        |
| Bildnis des Goldschmieds Jan de Leeuw                | Porträt                | 1436         | Wien, Kunsthistorisches Museum, Inv. Nr. 946                   |
| Madonna des Kanonikus Joris van der Paele            | Tafelbild              | 1436         | Brügge, Groeningemuseum, Inv. Nr. GRO0161.I                    |
| Flügelretabel mit Kreuzigung und Jüngstem Gericht    | Diptychon              | um 1436/38   | New York, Metropolitan Museum of Art, Inv. Nr. 33.92ab         |
| Heilige Barbara                                      |                        | 1437         | Amsterdam, Koninklijk Museum voor Schone Kunsten, Inv. Nr. 410 |
| Lucca-Madonna                                        | Tafelbild              | um 1437      | Frankfurt am Main, Städel Museum, Inv. Nr. 944                 |
| Dresdner Marienaltar                                 | Triptychon             | 1437         | Dresden, Gemäldegalerie Alte Meister, Inv. Nr. 799             |
| Madonna in der Kirche                                | Tafelbild              | um 1437/40   | Berlin, Gemäldegalerie, Inv. Nr. 525C                          |
| Bildnis Kardinal Niccolò Albergati                   | Zeichnung              | um 1438      | Dresden, Kupferstich-Kabinett, Inv. Nr. C 775                  |
| Bildnis Kardinal Niccolò Albergati                   | Porträt                | um 1438      | Wien, Kunsthistorisches Museum, Inv. Nr. 975                   |
| Bildnis eines Mannes (aus der Familie Arnolfini?)    | Porträt                | um 1438/40   | Berlin, Gemäldegalerie, Inv. Nr. 523A                          |
| Bildnis Margarethe van Eyck                          | Porträt                | 1439         | Brügge, Groeningemuseum, Inv. Nr. GRO0162.I                    |
| Madonna am Springbrunnen                             | Tafelbild              | 1439         | Amsterdam, Koninklijk Museum voor Schone Kunsten, Inv. Nr. 411 |
| Kreuzigung Christi                                   | Zeichnung              | 1440/41      | Rotterdam, Museum Boijmans van Beuningen, Inv. Nr. MB 2014/T 1 |

Siehe auch: Frau bei der Toilette, als Kopie erhalten

## Abbildungen
(Auswahl)

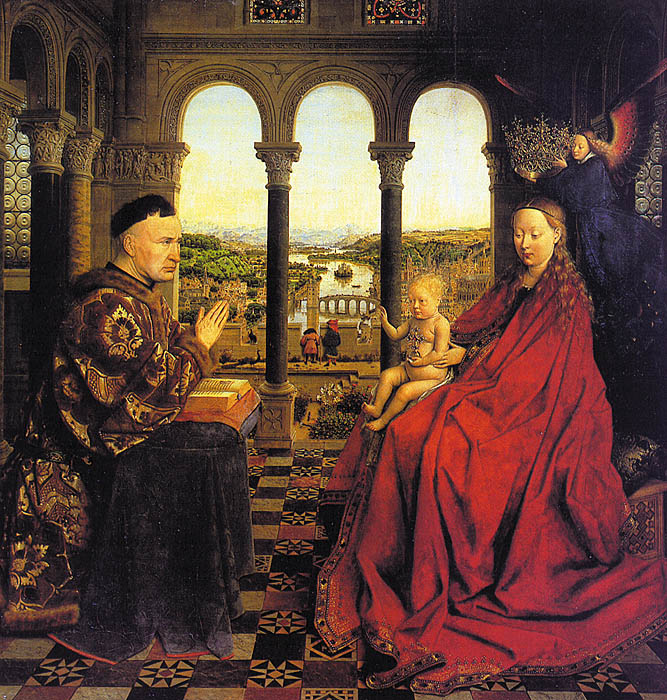
Madonna des Kanzlers Rolin, Louvre, Paris
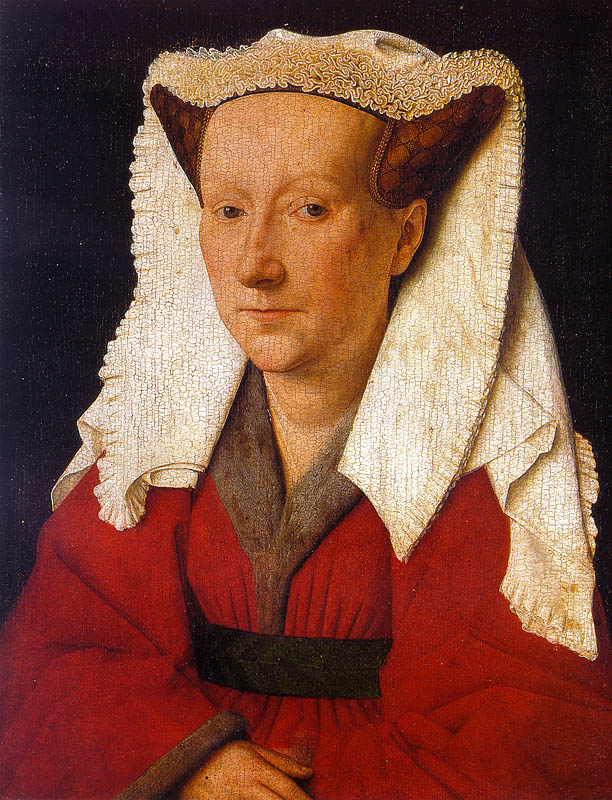
Margarete van Eyck, Städtisches Museum für Schöne Kunst, Brügge
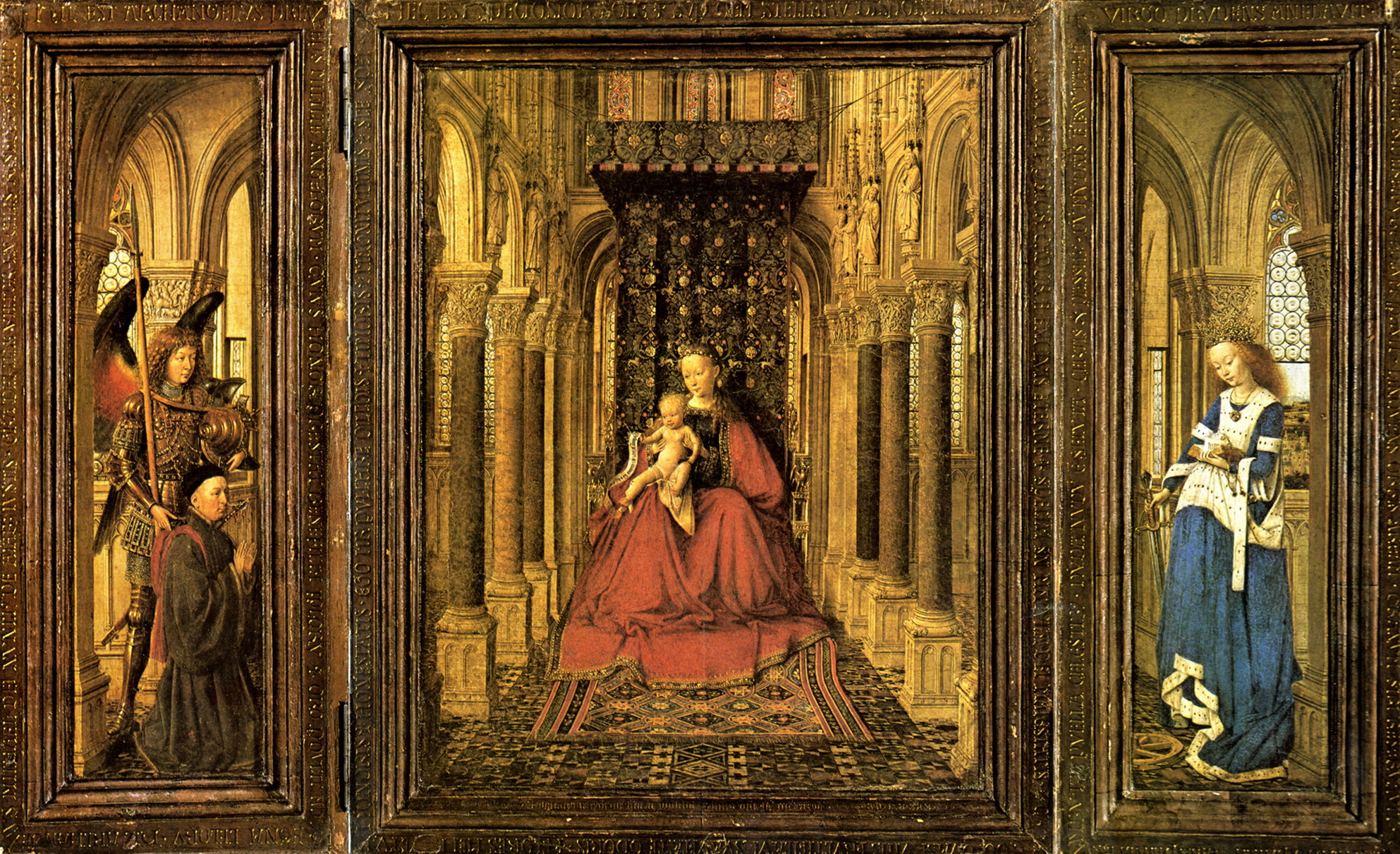
Marienaltar, Gemäldegalerie Alte Meister, Dresden
Verkündigung, National Gallery of Art, Washington, D. C.
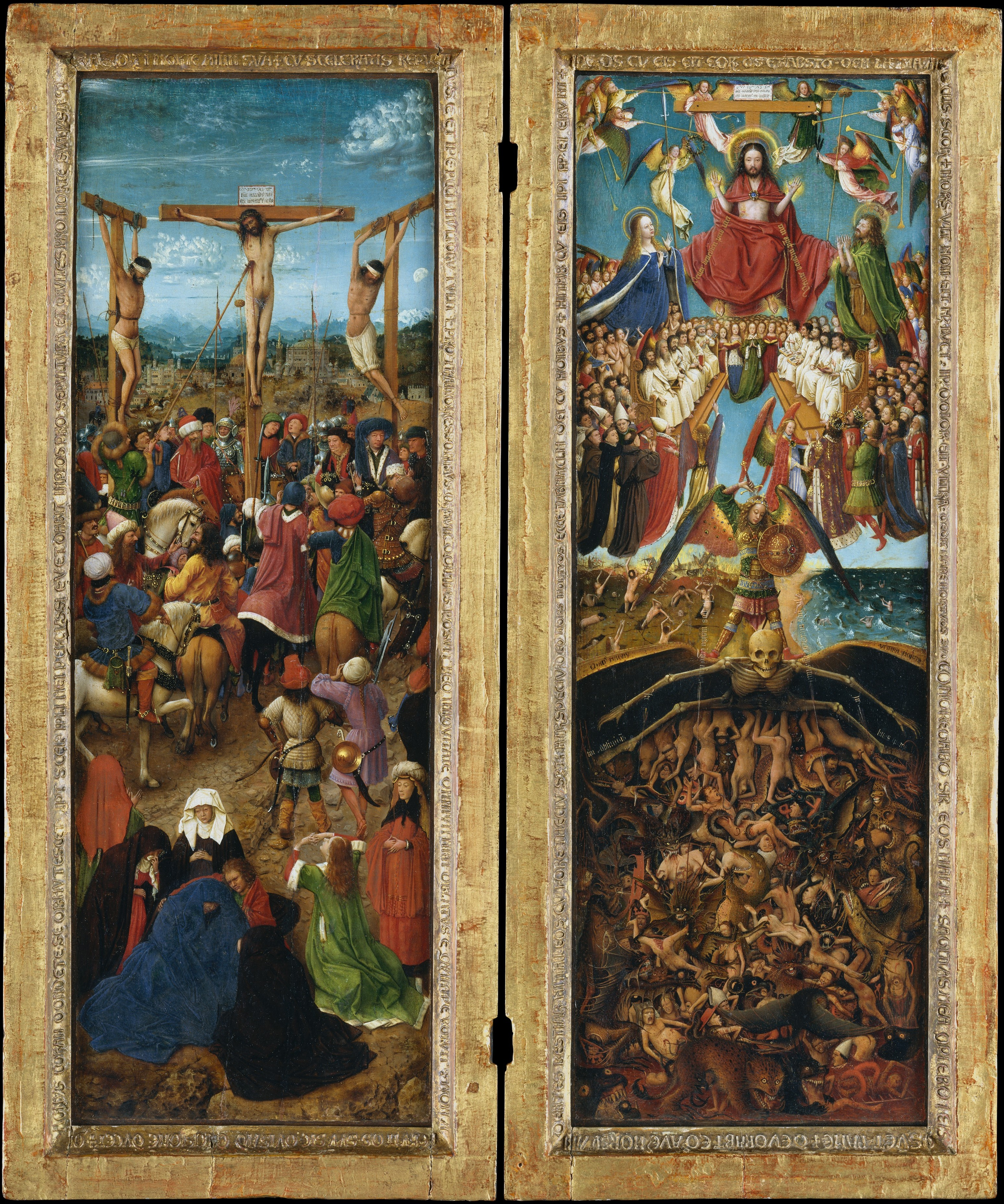
Kreuzigung und Jüngstes Gericht, Diptychon, Metropolitan Museum of Art, New York
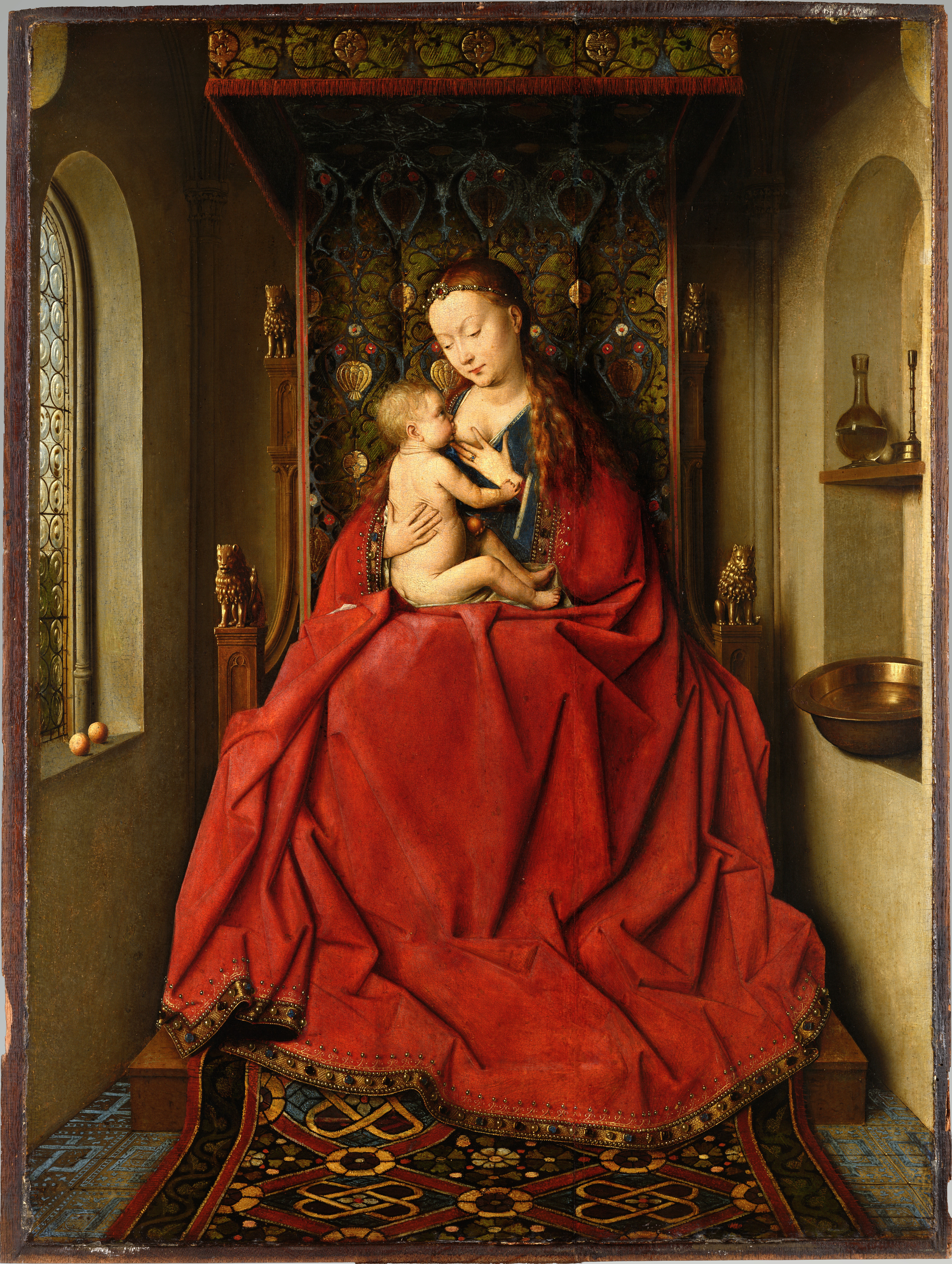
Lucca-Madonna, Städel Museum, Frankfurt am Main
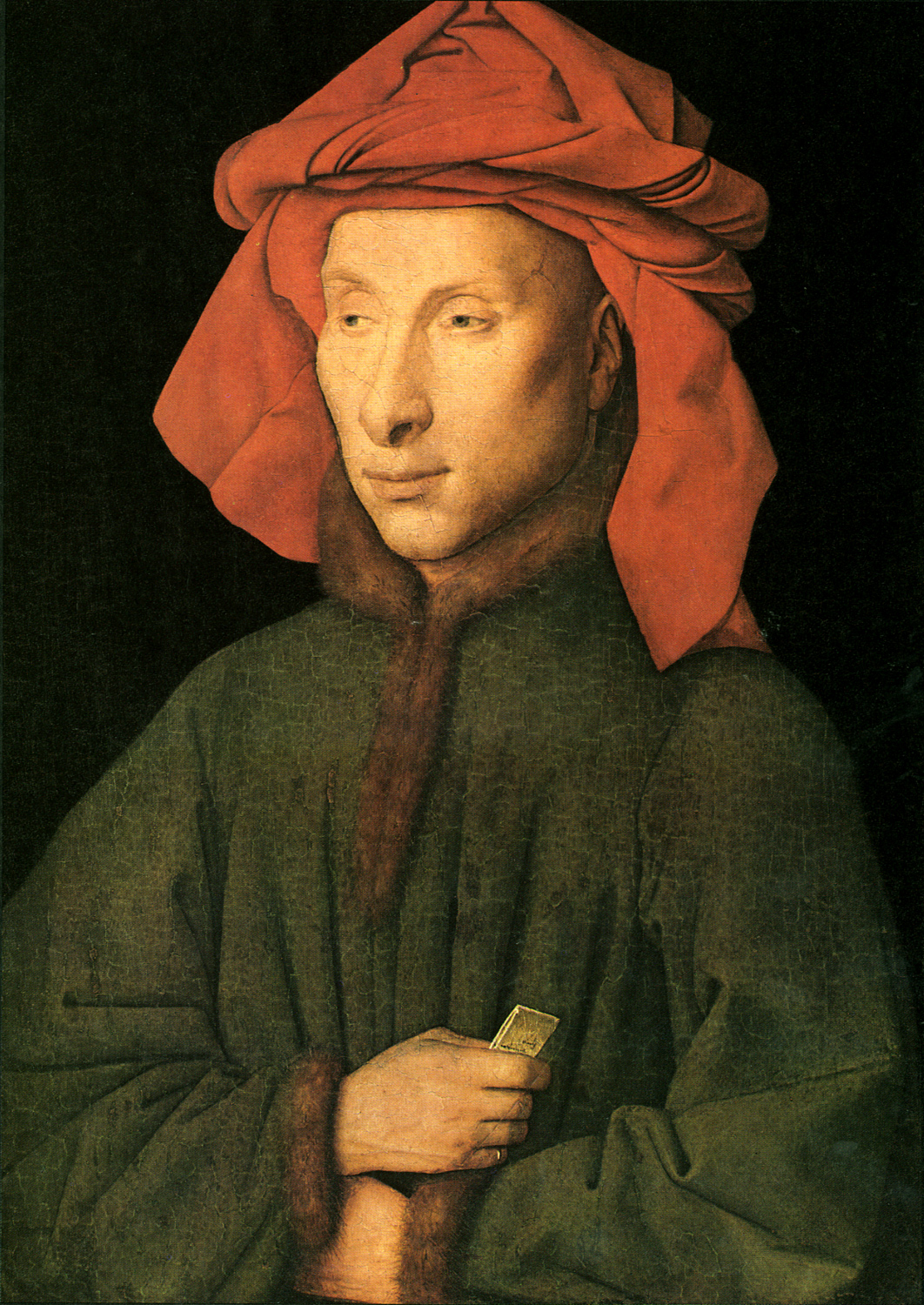
Bildnis des Giovanni Arnolfini, Gemäldegalerie, Berlin

## Signatur
Jan van Eyck vermerkte in der Hohlkehle des Rahmens im Mittelaltar des Dresdner Marienaltars seine Signatur mit Jahreszahl und dem Zusatz 'als ixh xan' auf Deutsch: so gut ich es vermag. Über dem rückwärtigen Spiegel der Arnolfini Hochzeit lesen wir: Johannes de Eyck fuit hic 1434 (Jan van Eyck ist hier gewesen 1434).

## Filme
- Filmausschnitt zur Sonderausstellung Zoom auf van Eyck, Meisterwerke im Detail der Gemäldegalerie Berlin (10.2023 bis 03.2024). Gemäldegalerie, Berlin, mit Hanns-Josef Ortheil (ARD, 2023, 29 Min. in der Reihe Museums-Check. Folge 83, Reportage, Moderation: Markus Brock, Produktion: 3sat. Erstausstrahlung: 17. Dezember 2023.)[27]